# Зайченко-Свєчникова Олена Георгіївна
Олена Георгіївна За́йченко-Свє́чникова (нар. 24 червня 1978, Київ) — українська художниця декоративно-ужиткового мистецтва; член Київської організації Національної спілки художників України (секція декоративно-прикладного мистецтва) з 2008 року.

## Життєпис
Народилася 24 червня 1978 року в місті Києві (нині Україна). Дочка художників Георгія та Таїсії Зайченків. 2003 року закінчила Національну академію образотворчого мистецтва і архітектури, де навчалася у Віктора Джулая, Михайла Криволапова, Володимира Могилевського.
З 1997 по 2000 рік викладала образотворче мистецтво в дитячій студії у клубі заводу «Укркабель»; з 2004 по 2008 рік працювала мистецтвознавцем у київській галереї «А-Хаус».

## Творчість
Авторка розписів, виконаних у її власній текстильній техніці. Серед робіт:
розписи на шовку
- «Березневий кіт» (1999);
- «Риба-свиня» (1999);
- «Багата риба» (1999);
- «Дощовий птах» (1999);
- «Жаба-годувальниця» (2000);
- «Почвара» (2000);
- «Зимородок» (2001);
- «Прадавня богиня» (2002);
- «Нотр-Дам» (2002);
- «Механічна іграшка» (2002);
- «Мандрагора» (2002);
- «Пастка для місяця» (2002);
- «Падіння» (2002);
- «Зорепад» (2002);
- «Кельтська арфа» (2002);
- «Різдвяний птах» (2003);
- «Звіздар» (2008);
- «Цар Давид» (2008);
- «Ангел прощення» (2008);
- «Бабусин янгол» (2010);

гобелени
- «Весна» (2009);
- «Мелодія сфер» (2010).

Бере участь у художніх виставках з 1998 року. Персональні виставки проводилися у Києві у 1998, 1999, 2001—2002, 2005 роках.